# غوستافو غوتيريز
غوستافو غوتيريز (بالإسبانية: Gustavo Gutiérrez)‏ هو مبارز بالسيف فنزويلي، ولد في 7 أبريل 1933.

## وصلات خارجية
- غوستافو غوتيريز على موقع أوليمبيديا (الإنجليزية)